# Traits résistants. La Résistance dans les bandes dessinées de 1944 à nos jours
 (août 2018).
Si vous disposez d'ouvrages ou d'articles de référence ou si vous connaissez des sites web de qualité traitant du thème abordé ici, merci de compléter l'article en donnant les références utiles à sa vérifiabilité et en les liant à la section « Notes et références ».

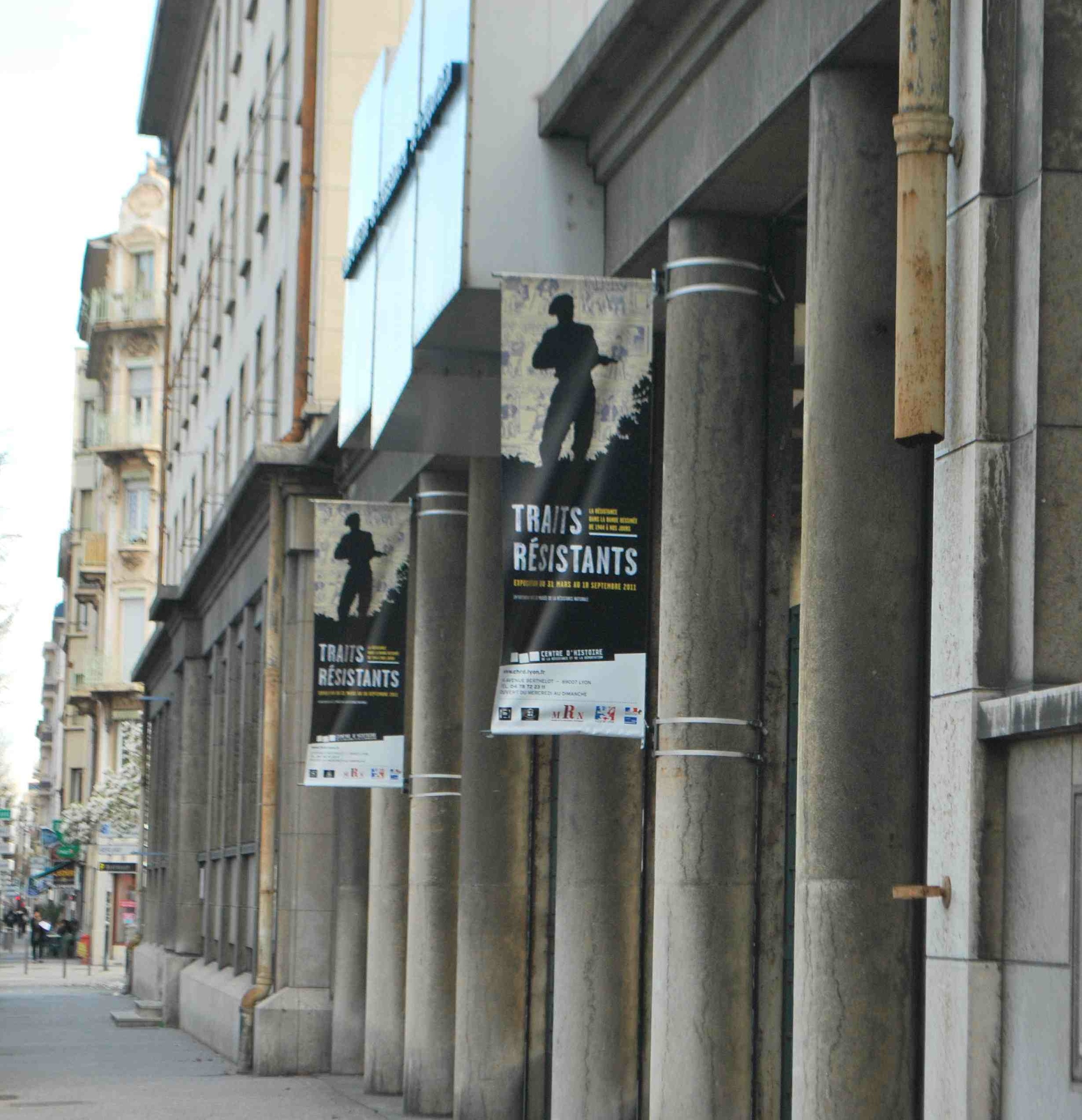
Entrée du CHRD de Lyon avec affiche de l'exposition Traits résistants.

Traits résistants. La Résistance dans les bandes dessinées de 1944 à nos jours est une exposition sur la mémoire de la résistance française à travers les bandes dessinées, présentée au Centre d'Histoire de la Résistance et de la déportation (CHRD) de Lyon qui a eu lieu du 31 mars 2011 à la fin septembre 2011. Cette exposition est à l'origine du collectif Vivre libre ou mourir, album publié aux Éditions Le Lombard en septembre 2011.

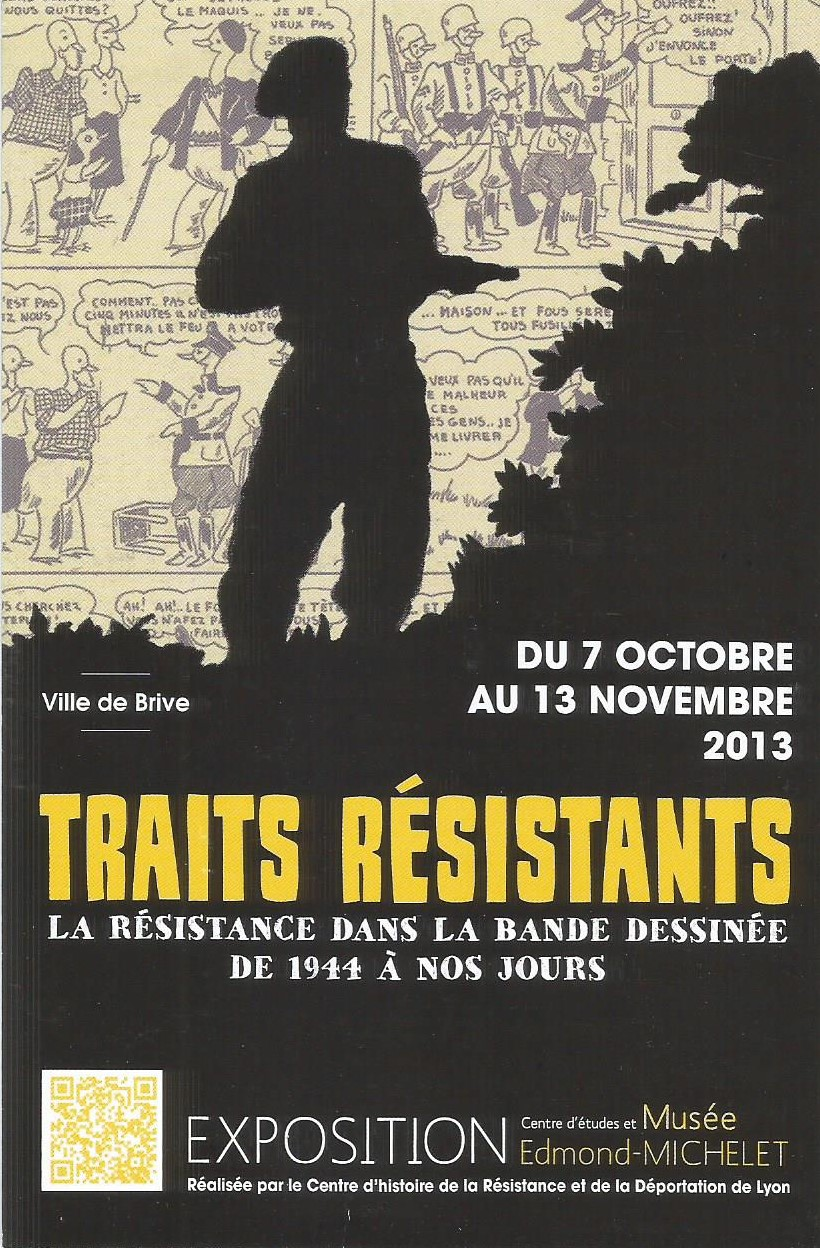
recto de la carte. La résistance dans la bande dessinée 1

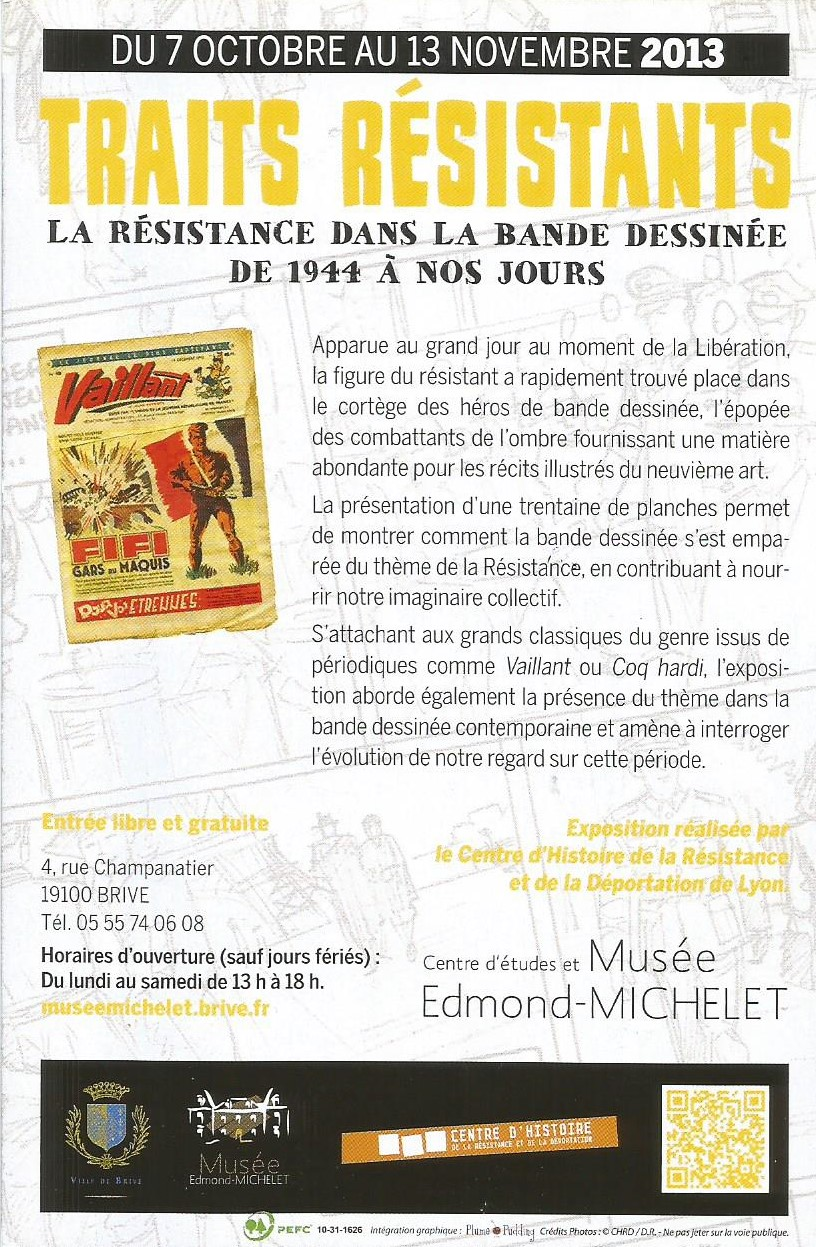
Verso de la carte. La résistance dans la bande dessinée 2

## Un partenariat entre deux musées de la Résistance
La spécificité de ce projet d’exposition résidait dans la coproduction de deux musées de France : un musée de la ville de Lyon (Le Centre d’Histoire de la Résistance et de la déportation (CHRD)) et l'autre associatif (Le Musée de la Résistance Nationale à Champigny-sur-Marne (MRN)).
Le CHRD, musée de la ville de Lyon, « musée de France », est un lieu fort et symbolique. Il est aménagé dans l’ancienne École de santé militaire, dans les bâtiments où le chef de la Gestapo de Lyon Klaus Barbie a sévi. Ce musée se caractérise par un très fort dynamisme et des expositions temporaires innovantes. On se souvient de l’exposition Objets insolites de la Résistance, celles sur Les prisonniers de guerre qui ont constitué de véritables tournants sur le plan historiographiques. Les nombreuses animations prévues lors de chaque exposition temporaires sont l’occasion de faire le point sur les recherches en cours sur le sujet.
L’Association pour la création d’un MRN est née en 1964 (à l’instigation d’ancien résistant). Il a fallu plus de 20 ans de combat pour rassembler des archives et trouver un véritable site pour l’implantation du musée qui s’installe en 1985 à Champigny-sur-Marne. Le site muséographique de Champigny est installé dans un hôtel particulier du XIXe siècle dans le parc Vercors en bordure de la Marne. Il regroupe plusieurs collections de documents ou objets originaux rassemblées grâce à plus de 4000 donations depuis 1965. Le Centre de Conservation renferme une des principales collections d'éditions clandestines et d'archives d'organisations de la Résistance française tels que le fonds photographique du journal de collaboration Le Matin (journal français fondé en 1884 et disparu en août 1944), des photographies de Robert Doisneau, le manuscrit original du poème Liberté de Paul Éluard, la dernière lettre de Guy Môquet. Le MRN à le label « Musée de France » et dispose désormais d’un réseau de plus de 10 sites sur tout le territoire et d’une collection dévolue aux AN, à Châteaubriant (Loire-Atlantique), Bourges (Cher), Varennes-Vauzelles (Nièvre), Montluçon (Allier), Givors (Rhône), Nice (Alpes-Maritimes), Villeneuve-sur-Lot/Eysses (Lot-et-Garonne), Pôle Jean Moulin (Finistère), Guéret (Creuse), Peyrat-le-Château (Haute-Vienne), etc. L’activité auprès des scolaires représente sa principale mission puisqu’il est sous convention avec l’Éducation nationale. Le conservateur du musée est l'historien Guy Krivopissko,.

## Composition des équipes de recherche

### Comité scientifique de l'exposition
Le commissariat de l'exposition a été assuré par Xavier Aumage, archiviste au Musée de la Résistance nationale. Le comité scientifique était composé d'Isabelle Doré-Rivé et Marion Vivier (CHRD), Guy Krivopissko et Xavier Aumage (MRN), Laurent Douzou (historiens, professeur des Universités en histoire contemporaine), Henri Champanhet (responsable de la BD et de la paralittérature à la bibliothèque municipale de Lyon Part-Dieu), Sylvain Lesage (Doctorant en histoire, centre d'histoire culturelle des sociétés contemporaines, Université de Paris-Versailles-Saint-Quentin), Philippe Moins (historien du cinéma d'animation), Didier Pasamonik (journaliste, éditeur adjoint d'ActuaBD.com) Jean-Louis Muzzi, Olivier Umecker (graphiste).
L’exposition était accompagnée de l’ouvrage éponyme Traits résistants - la Résistance dans la bande dessinée de 1944 à nos jours, disponible aux Éditions Libel (2011). Cet ouvrage qui accompagnait l’exposition a été envisagé comme un recueil de textes permettant de dresser un état du sujet. Parmi les contributeurs, figuraient l’archiviste Xavier Aumage, les historiens Laurent Douzou et Sylvain Lesage, les spécialistes de bande dessinée Philippe Moins et Didier Pasamonik, le bibliothécaire Henri Champanhet, le graphiste Olivier Umecker ainsi que le conseiller scientifique de la Cité Internationale de la Bande Dessinée et de l’Image Jean-Pierre Mercier. Fort d’une liste des sources (albums, séries et récits complets) sur le thème de la résistance intérieure en France, l’ouvrage présente également la retranscription d’une interview de Stéphane Levallois, auteur en 2008 de «La résistance du sanglier» chez Futuropolis.

### Principaux partenaires de l'exposition
La Bibliothèque municipale de Lyon, détentrice d’illustrés remarquables de la fin des années 1940-début des années 1950 émanant du dépôt légal, a été un partenaire privilégié de l’exposition. La Bibliothèque a accueilli également, en résonance avec l’exposition du CHRD, une exposition sur le thème des Résistances étrangères dans son espace d’exposition « Patrimoine » (début mai – fin août 2011). La bibliothèque a exposé à cette occasion des planches originales inédites de Guido Crepax, prêtées par le Musée de la Résistance nationale.
La Cité Internationale de la Bande Dessinée et de l’Image d’Angoulême, principal prêteur de l’exposition, a mis au service du projet les compétences de son équipe scientifique. Parmi les prêts remarquables consentis pour l’exposition, figuraient notamment le dessin animé « Nimbus libéré », des dessins inédits de Calvo et de nombreux périodiques aux titres évocateurs «Vaillant», « Coq Hardi », « Tarzan », « Ok », etc.
Autre partenaire incontournable d' l'exposition, l'université Paris-Est-Créteil (UPEC) avec son master II "Histoire et médias" et la contribution de Florence Bourillon, professeur d'Histoire contemporaine à l'UPEC.
Parmi les prêteurs de l’exposition figuraient également la Bibliothèque nationale de France, la Bibliothèque de Documentation Internationale Contemporaine, le Musée de Radio France, le Mémorial du Maréchal Leclerc – Musée Jean Moulin, ainsi que des collectionneurs privés, notamment le petit fils de Calvo.

## Principes de l’expositionTraits résistants

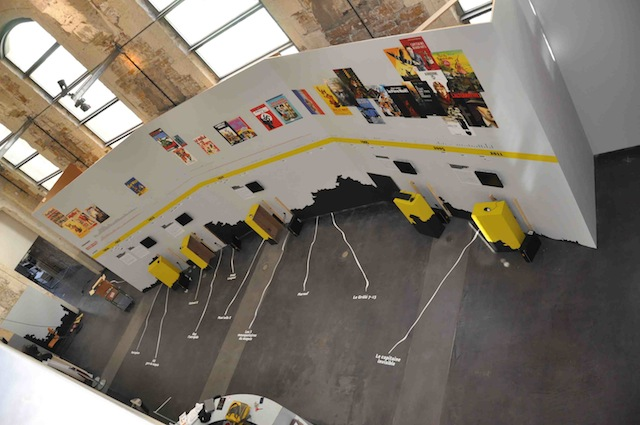
Entrée de l'exposition avec frise monumentale.

L’exposition Traits résistants, présentée en 2011 au CHRD de Lyon s’ouvrait sur une grande frise chronologique montrant l’évolution de l’évocation de la Résistance dans les BD de 1944 à 2010. Des bornes interactives permettaient de regarder des centaines de couvertures de BD.
L'exposition montrait également comment des professionnels du 9e art réalisent de nos jours une bande dessinée sur la Résistance. Une salle spécifique était consacrée à la série Résistances (Éditions du Lombard) qui a bénéficié des échanges nourris entre ses auteurs (Jean-Christophe Derrien, Claude Plumail) et le centre d’archives du Musée de la Résistance nationale (MRN).

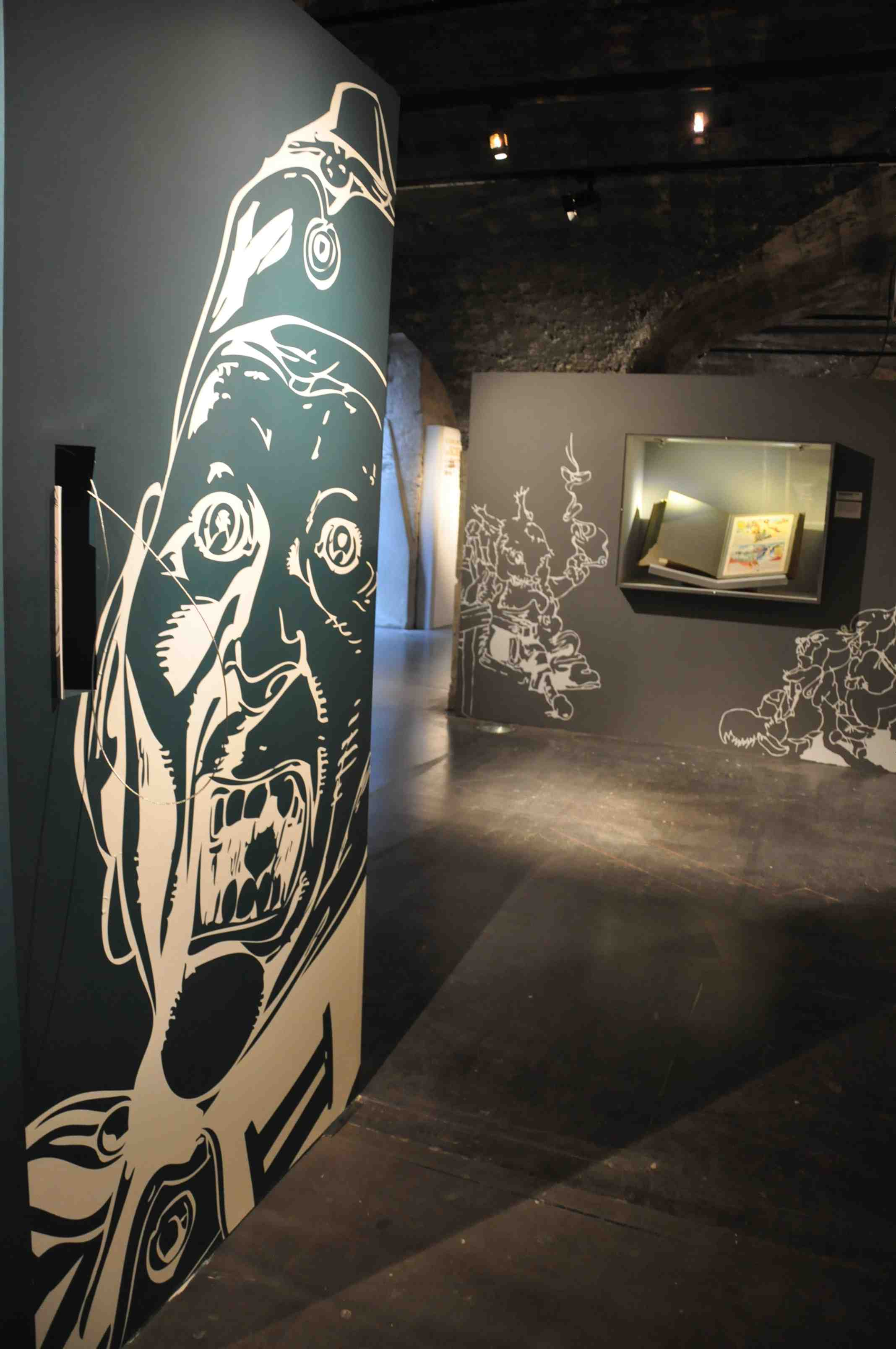
Traits résistants. Transfert de l'histoire cas de conscience qui introduisait la partie sur la lutte armée.

Au-delà du fait de revenir sur 70 ans de création l’originalité de l’exposition résidait dans des commandes passées à des artistes de BD contemporains autour d’objets et d’histoires des collections du MRN. Le MRN conserve de nombreux objets issus de la période de l’Occupation. Ces fragments du passé, ces « outils de la clandestinité », véhiculent des histoires extraordinaires, des parcours singuliers au sein de ce mouvement collectif qu’a été la Résistance. L’album Vivre libre ou mourir a été une sorte de laboratoire d’idée pour la conception de l’exposition.

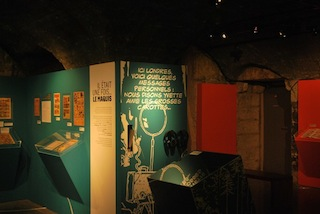
Espace sur le maquis.

5 histoires de Vivre libre ou mourir représentant les principaux thèmes évoqués dans la BD depuis 60 ans (ou au contraire passées sous silence), marquaient l’entrée en matière de chacune des thématiques de l’exposition (avec le thème de l’unité, du maquis, de la parole libre, de la violence, le sauvetage).
L’extrait d’une image de l’histoire était agrandi et visible sous forme de transfert sur des totems. L’objet qui avait inspiré cette création était disposé dans un cube symbolisant une malle. La malle est non seulement un objet qui ouvre l’imaginaire, mais également un objet emblématique lié aux donations que nous conservons dans nos musées. À toutes les époques, ce type d’objet a servi à conserver et transmettre ce qu’il y a de plus précieux dans les familles. Elle permet de redécouvrir des objets du passé, lointains. La malle est également un objet très attaché à l’imaginaire lié à la bande dessinée, aux histoires d’aventures, de voyages…
La création  inédite était également présentée intégralement sous la forme d’un livret et consultable par le visiteur dans des versions plus ou moins avancées suivant les espaces (cela pouvait aller de l’esquisse à l’encrage, en passant par le crayonné).

## Quelques chiffres
Le CHRD a comptabilisé plus de 3 000 visites de l’exposition « Traits résistants » en septembre 2011 pour les journées du Patrimoine[réf. nécessaire].

## Dans les pas deTraits résistants
(juin 2023).
Du 1er décembre 2013 au 31 août 2014, le Musée de la Résistance nationale a présenté l'exposition, sur le thème du concours national de la Résistance et de la Déportation (40 000 à 50 000 participants) : « La Libération du territoire et le retour à la République ». Ce thème a été abordé sous l'angle de la Libération vue à travers la littérature de jeunesse et la bande dessinée.

### Critiques web Exposition
- Lectures

### Critiques web AlbumVivre libre ou mourir
- Planetebd
- Murmures